# Gastrops fuscivenosus
Gastrops fuscivenosus är en tvåvingeart som beskrevs av Wirth 1958. Gastrops fuscivenosus ingår i släktet Gastrops och familjen vattenflugor. Inga underarter finns listade i Catalogue of Life.